# Lanassa ocellata
Lanassa ocellata är en ringmaskart som beskrevs av Anne D. Hutchings och Glasby 1988. Lanassa ocellata ingår i släktet Lanassa och familjen Terebellidae. Inga underarter finns listade i Catalogue of Life.